# (3980) Hviezdoslav
(3980) Hviezdoslav (1983 XU) – planetoida z pasa głównego asteroid okrążająca Słońce w ciągu 5,53 lat w średniej odległości 3,12 j.a. Odkryta 4 grudnia 1983 roku.